# Porta da Ribeira
A Porta da Ribeira foi uma antiga porta da cidade de Lisboa, inserida na cerca fernandina da cidade.
Localizava-se no Terreiro do Paço, para o qual deitava a fachada. Ficava junto à escada de pedra que estava entre o Veropezo e a Travessa do Açougue. Foi demolida em 1619 por ordem do Senado de Lisboa para dar mais franca passagem a D. Filipe II quando este veio a esta cidade.